# Union nationale des écrivains d'Ukraine

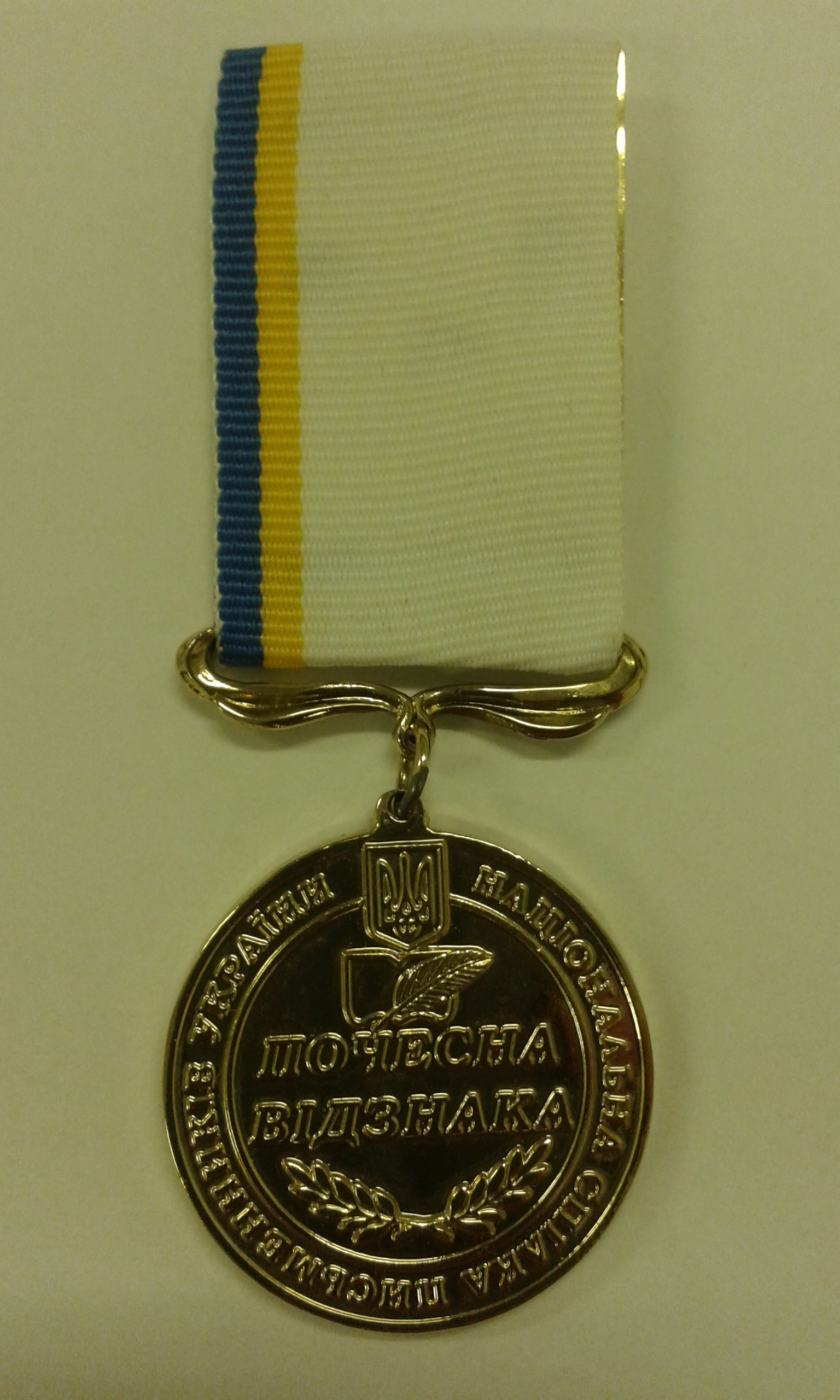
Médaille honorifique de l'Union nationale des écrivains d'Ukraine.

L'Union nationale des écrivains d'Ukraine (ukrainien : Національна спілка письменників України), est une association socio-professionnelle et culturelle d'écrivains, de poètes, de prosateurs, de dramaturges, de critiques littéraires et de traducteurs ukrainiens.

## Présentation
L'Union des écrivains de la RSS d'Ukraine est fondée en 1934 lors du premier Congrès national des écrivains soviétiques les 16 juin 1934 à Kharkiv sous le nom d'Union des écrivains de la RSS d'Ukraine à partir de l'Union des écrivains soviétiques qui est créée la même année. Sa première assemblée générale se tient le 12 août 1934 à Kiev.
La Seconde Guerre mondiale oblige l'Union des écrivains ukrainiens à s'éloigner des lieux du conflit. En juillet et août 1941, la majeure partie du personnel de l'Union des écrivains d'Ukraine arrive à Oufa. Lors de l'évacuation, Maxime Rylski, Nathan Rybak, Iouri Ianovsky (uk), Ivan Kocherga (uk), Petro Pantch (en) participent à l'organisation de la publication d'œuvres d'écrivains ukrainiens dans la série "Devant et derrière", dans les journaux et magazines littéraires en ukrainien. En janvier 1943, presque tous les écrivains ukrainiens se trouvent à Oufa. L'arrivée n'était pas fortuite. Un plénum solennel de l'Union des écrivains d'Ukraine dédié au 25e anniversaire de l'établissement de la RSS d'Ukraine a lieu ici. Des écrivains sont venus de tous les fronts, des unités de guérilla, des villes les plus proches au plus lointaines.
En 1991, dès le début la période post-communiste, l'Union des écrivains d'Ukraine déclare son indépendance de toute structure soviétique (1991).
En 1997, l'Union des écrivains d'Ukraine reçoit le statut d'Union "nationale" des écrivains d'Ukraine.
Aujourd'hui, l'Union nationale des écrivains d'Ukraine compte plus de 1 800 membres, dont 84 écrivains vivant à l'étranger. La majorité de ses membres écrivent en ukrainien, tandis que d'autres écrivent en russe, moldave, yiddish, hongrois, grec, etc. Les organisations régionales de l'Union sont situées dans chaque oblast d'Ukraine et dans les grandes villes.
L'organe suprême de l'Union nationale des écrivains d'Ukraine est le Congrès des écrivains ukrainiens, qui se réunit tous les cinq ans. Dans l'intervalle, l'Union est gérée par le Conseil et un Présidium. Les fonctions exécutives sont déléguées au Secrétariat.
L'Union nationale des écrivains d'Ukraine a créé des prix littéraires spéciaux pour honorer les meilleures œuvres dans les domaines correspondants, parmi lesquels le prix Lessia Oukraïnka, le prix Ivan Franko, le prix Pavlo Tytchyna, le prix Maxime Rylski et d'autres prix littéraires.
Le siège de l'Union est situé au 2 rue Bankova à Kiev, l'ancienne résidence de Trepov et plus tard de Liebermann.

## Membres notables
- Oles Hontchar ;
- Maria Kapnist ;
- Halina Górska ;
- Olexandr Kornitchouk ;
- Maria Houmeniouk ;
- Maxime Rylski ;
- Pavlo Zahrebelnyï.